# Montmin
Montmin é uma ex-comuna francesa na região administrativa de Auvérnia-Ródano-Alpes, no departamento de Alta Saboia. Estendeu-se por uma área de km², com 189 habitantes, segundo os censos de 1999.
Em 1 de janeiro de 2016 foi fundida com a comuna de Talloires para a criação da nova comuna de Talloires-Montmin.